# Наблюдение за выборами
Наблюдение за выборами предполагает мониторинг со стороны одной или нескольких организаций либо международного уровня (неправительственные организации), либо национального. 
Целью наблюдения является обеспечение справедливого избирательного процесса в соответствии с общепринятыми международными стандартами по защите гражданских и политических прав человека. Наблюдатели могут поставить вопрос о легитимном характере выборов.
Департамент электорального мониторинга ООН в настоящее время является наиболее известным постоянным корпусом наблюдателей и экспертов в области избирательного права и процесса, которые работают по всему миру. Другие международные организации, например, Организация по безопасности и сотрудничеству в Европе (ОБСЕ), Европейский союз, Конгресс местных и региональных властей Совета Европы, Африканский союз так же имеют полномочия в сфере наблюдения за выборами.

## Наблюдение за региональными и местными выборами
Большинство международных организаций осуществляет наблюдение за парламентскими выборами, и только Конгресс местных и региональных властей Совета Европы, взаимодействующий с Венецианской комиссией (оба являются составляющими Совета Европы), имеет право наблюдения за региональными и муниципальными выборами. С 1990 г. Конгрессом было осуществлено более 50 миссий по наблюдению, что особенно важно, т. к. при безусловном политическом приоритете общегосударственных выборов региональный и местный уровень не получает достаточного внимания. Между тем, любая демократия должна базироваться на солидном фундаменте.
Стратегия Конгресса в части наблюдения за выборами базируется на трех постулатах:
а) наблюдение за выборами, осуществляемое Конгрессом, должно способствовать проведению избирательного процесса согласно принципам местной демократии, закрепленных в Европейской хартии местного самоуправления. Целью миссии является также надзор за соблюдением рекомендаций Конгресса, вынесенных после процедуры наблюдения.
б) наблюдение за выборами должно также привлечь интерес к местной и региональной демократии.
в) развитие мониторинга в целом как инструмента обеспечения законности и легитимности выборов в целом.
В России организовывает наблюдение за выборами движение «Голос». Основная цель — свободные и честные выборы в России.

## Методы наблюдения
Мониторинг за выборами осуществляется в различных формах. Как правило, наблюдение производится небольшой группой людей с фото- и видеокамерами, находящихся на избирательных участках, где потенциально могут возникнуть нарушения.
Иностранные наблюдатели редко понимают культуру и язык страны, где проходят выборы. По мнению А. Граф Ламбсдорфа, бывшего наблюдателем от ЕС в Бангладеш и Кении в 2007 г., "знание тонкостей избирательного процесса важнее, чем знание языка и культуры страны. Мы обращаем внимание на техническую составляющую, например, на списки кандидатов. Бюллетени должны быть правильно оформлены, урны должны быть опечатаны. Результаты голосования должны быть опубликованы".
Многие наблюдательные миссии осуществляются не только в день выборов, но и задолго до его наступления. В этом случае анализируется также ход избирательной кампании.